# ActivityPub
ActivityPub là một giao thức truyền thông mạng xã hội liên hợp mã nguồn mở, phát triển dựa trên giao thức Pump.io. Nó mang tính chất là một API client-server phục vụ việc tạo, chỉnh sửa và xóa bỏ nội dung, cũng như là một API server-to-server phục vụ việc truyền tải những thông báo và nội dung.

## Dự án
ActivityPub là một tiêu chuẩn Internet phát triển bởi World Wide Web Consortium (W3C). Ban đầu, nó được đặt tên là "ActivityPump", nhưng về sau đổi thành ActivityPub bởi vì phản ánh được mục đích sử dụng của giao thức. Giao thức này kế thừa những đặc sắc của giao thức cũ hơn OStatus.
Vào ngày 23 tháng 1 năm 2018, World Wide Web Consortium (W3C) công bố tiêu chuẩn ActivityPub dưới hình thức Chuẩn Chính Thức.
Người quản lý cộng đồng Sean Tilley của mạng xã hội Diaspora đã viết một bài viết khẳng định giao thức ActivityPub chắc chắn sẽ là hướng đi cho những nền tảng Internet phi tập quyền.

## Thành tựu nổi bật

### Ứng dụng Server-to-server
- Mastodon, một phần mềm mạng xã hội, sử dụng giao thức ActivityPub kể từ phiên bản 1.6, phát hành ngày 10 tháng 9, 2017. Nó đề cập rằng ActivityPub cho phép bảo vệ tin nhắn an toàn và riêng tư hơn giao thức OStatus cũ.[4]
- Misskey, một phần mềm mạng xã hội.
- Pleroma, một phần mềm mạng xã hội.
- Nextcloud, một dịch vụ lưu trữ tập tin.
- PeerTube, một dịch vụ streaming video.[4]
- Friendica, một phần mềm mạng xã hội, sử dụng ActivityPub kể từ 2019.[5]
- Hubzilla sử dụng ActivityPub từ phiên bản 2.8 (Tháng 10 năm 2017).[6] Giao thức mặc định là Zot6.[7]
- Zap, một phần mềm mạng xã hội sử dụng Zot6 & ActivityPub.
- go-fed, một dự án thư viện trực tuyến.[8]
- Pixelfed, một nền tảng chia sẻ hình ảnh.
- WriteFreely, một nền tảng blog.[9]
- Mobilizon, một phần mềm lên kế hoạch của Framasoft.[10]

### Ứng dụngClient-server

#### Client
- dokieli, một trình chỉnh sửa văn bản sử dụng WebAnnotation lẫn ActivityPub.[11]

#### Server
- microblog.pub, một dự án tiểu blog cho người dùng cá nhân.[12]
- distbin, một dịch vụ pastebin.[13]
- go-fed, một dịch vụ thư viện trực tuyến.[8]